# Joseph von Schoeler
Joseph Friedrich August Alexander Felix Julius Andreas Alfred von Schoeler (* 26. März 1834 in Charlottenburg; † 3. April 1915 in Blankenburg/Harz) war ein preußischer Generalleutnant.

## Leben

### Herkunft
Er war der Sohn des preußischen Rittmeisters a. D. und Postmeisters in Schwedt Karl August Friedrich Alexander von Schoeler (1801–1857) und dessen Ehefrau Josephine Desireé, geborene d'Auger (1797–1834). Der General der Infanterie Friedrich von Schoeler (1772–1840) war sein Großvater.

### Militärkarriere
Schoeler besuchte die Herrnhuter Anstalt in Neuwied sowie die evangelische Stadtschule in Koblenz. Anschließend war er Kadett in Berlin und wurde am 26. April 1851 als Sekondeleutnant dem 7. Infanterie-Regiment der Preußischen Armee in Glogau überwiesen. Zur weiteren Ausbildung war er 1854/57 an die Allgemeine Kriegsschule kommandiert. Anschließend stieg Schoeler zum Regimentsadjutanten auf und avancierte Ende Mai 1859 zum Premierleutnant. Anlässlich des Sardischen Krieges war er während der Mobilmachung als Adjutant zur 9. Division kommandiert. Im Anschluss daran fungierte Schoeler als Adjutant des 7. Landwehr-Regiments und des 7. kombinierten Infanterie-Regiments. Am 9. Mai 1860 wurde er als Adjutant zur 19. Infanterie-Brigade kommandiert und am 1. Juli 1860 unter Belassung in diesem Kommando in das 2. Niederschlesische Infanterie-Regiment (Nr. 47) versetzt. Als Adjutant trat Schoeler am 23. Februar 1861 zum Generalkommando des V. Armee-Korps in Posen über. Mit der Beförderung zum Hauptmann wurde er am 25. Oktober 1862 Kompaniechef im 2. Magdeburgischen Infanterie-Regiment Nr. 27. In dieser Stellung nahm Schoeler 1866 während des Krieges gegen Österreich an den Kämpfen bei Münchengrätz sowie Königgrätz teil und wurde mit dem Roten Adlerorden IV. Klasse mit Schwertern ausgezeichnet.
Am 16. Februar 1869 kam Schoeler als ältester Hauptmann in das 4. Oberschlesische Infanterie-Regiment Nr. 63 und wurde als Adjutant beim Generalkommando des IX. Armee-Korps kommandiert. In dieser Stellung wurde er am 16. März 1869 Major und am 28. Oktober 1869 als etatsmäßiger Stabsoffizier in das 8. Westfälische Infanterie-Regiment Nr. 57 versetzt. Kurz vor dem Beginn des Krieges gegen Frankreich wurde Schoeler am 16. Juli 1870 Kommandeur des Landwehr-Bataillons Essen I/57. Als Kommandeur des I. Bataillons im 8. Westfälischen Infanterie-Regiment Nr. 57 kam er am 3. November 1870 an die Front in Frankreich. In der Folge nahm er hier an den Kämpfen bei Beaune-la-Rolande, Beaugency, Maizières, Chateau Serquen, Vendôme, Villeporcher und Château-Renault teil. Für seine Leistungen erhielt Schoeler das Eiserne Kreuz II. Klasse.
Am 18. Juni 1874 folgte seine Ernennung zum Kommandeur des Pommerschen Jäger-Bataillons Nr. 2 in Greifswald und am 19. September 1874 die Beförderung zum Oberstleutnant. Unter Stellung à la suite wurde Schoeler am 13. September 1876 mit der Führung des Pommerschen Füsilier-Regiments Nr. 34 in Stettin beauftragt. Mit seiner Beförderung zum Oberst wurde er am 15. September 1876 Regimentskommandeur. Vom 15. Mai 1883 bis zum 31. März 1886 fungierte Schoeler als Generalmajor und Kommandeur der 11. Infanterie-Brigade. Anschließend wurde er zu den Offizieren von der Armee überführt und mit der Führung des Geschäfte des Inspekteurs der 3. Landwehrinspektion in Berlin beauftragt. Am 2. April 1887 folgte seine Ernennung zum Inspekteur sowie am 15. November 1887 die Beförderung zum Generalleutnant. In dieser Eigenschaft erhielt Schoeler am 5. Mai 1888 den Stern zum Kronenorden II. Klasse. Am 16. Mai 1888 wurde er mit der gesetzlichen Pension zur Disposition gestellt. In Würdigung seiner Verdienste verlieh ihm Wilhelm II. am 10. September 1898 den Stern zum Roten Adlerorden II. Klasse mit Eichenlaub und Schwertern am Ringe.

### Familie
Schoeler heiratete am 15. April 1863 in Jeroltschütz Magdalene Adelaide Bertha Gräfin von Monts de Mazin (1838–1924). Aus der Ehe gingen die Tochter Auguste Karoline Alexandra Elisabeth Josephine Magdalena (1864–1939), welche später den Oberregierungsrat Reinhold Friedrich Karl Alexander von Borstell (1855–1926) heiratete und mit welchem sie u. a. Hans-Christoph von Borstell als Sohn hatte, sowie der Sohn Friedrich August Josef (* 1868) hervor.